# Reinhard Mußgnug
Reinhard Alexander Mußgnug (* 26. Oktober 1935 in Mannheim) ist ein deutscher Rechtswissenschaftler und Hochschullehrer für öffentliches Recht, der als Experte für Verfassungsgeschichte, Fürstenrecht und Kulturgutschutz gilt.

## Leben
Mußgnug studierte von 1954 bis 1957 an den Universitäten Heidelberg, Erlangen und München Rechtswissenschaften. 1962 machte er in Stuttgart sein Assessorexamen, 1963 wurde er in Heidelberg bei Hans Schneider promoviert. Von 1963 bis 1969 war er wissenschaftlicher Assistent an den Universitäten Hamburg und Heidelberg. 1969 habilitierte er sich in Heidelberg in den Fächern Staatsrecht, Verwaltungsrecht, Verfassungsgeschichte sowie Finanz- und Steuerrecht. 1971 wurde er als ordentlicher Professor für öffentliches Recht an der Freien Universität Berlin berufen, 1975 wechselte er in gleicher Funktion an die Universität Mannheim. Von 1978 bis zu seiner Emeritierung war er ordentlicher Professor für öffentliches Recht, Finanz- und Steuerrecht an der Universität Heidelberg und dort auch Direktor des Instituts für Finanz- und Steuerrecht. In der Institutsleitung folgte ihm Paul Kirchhof nach.
In der Diskussion um die rechtlichen und politischen Aspekte des geplanten Verkaufs von Handschriften der Badischen Landesbibliothek bezog Mußgnug 2006 in Zeitungsartikeln und bei mehreren Medienauftritten deutlich Stellung gegen die Pläne der baden-württembergischen Landesregierung. Im September 2019 gehörte er zu den etwa 100 Staatsrechtslehrern, die sich mit dem offenen Aufruf zum Wahlrecht Verkleinert den Bundestag! an den Deutschen Bundestag wandten.
Im Oktober 2006 trat Mußgnug eine Gastprofessur im rumänischen Cluj-Napoca an.
Reinhard Mußgnug ist seit 1965 mit der Historikerin Dorothee Mußgnug, geb. Stürmer, verheiratet und hat zwei Kinder. Er ist ein Vetter des 1997 verstorbenen ehemaligen NPD-Bundesvorsitzenden Martin Mußgnug, steht aber der NPD und allen anderen rechts- wie linksradikalen Gruppen scharf ablehnend gegenüber. Seit 2021 ist er Mitglied im Netzwerk Wissenschaftsfreiheit.

## Ehrenämter
1976–1986 war Mußgnug Richter im Nebenamt am Verwaltungsgerichtshof Baden-Württemberg in Mannheim, seit 1978 Beisitzender Richter am Disziplinarhof Baden-Württemberg.
1976–1982 bekleidete Mußgnug Ehrenämter im Deutschen Hochschulverband, u. a. das Amt eines Vizepräsidenten. 1989–1993 war er Erster Vorsitzender der Vereinigung für Verfassungsgeschichte.

## Veröffentlichungen (Auswahl)
- Der Dispens von gesetzlichen Vorschriften, Heidelberg 1964 (zugl. Dissertation, Univ. Heidelberg, 1964).
- Das Recht auf den gesetzlichen Verwaltungsbeamten? Überlegungen zum inkompetenten Verwaltungshandeln, Göttingen 1970.
- Der Haushaltsplan als Gesetz, Göttingen 1976 (zugl. Habilitationsschrift, Univ. Heidelberg, 1969).
- Wem gehört Nofretete? Anmerkungen zu dem deutsch-deutschen Streit um den ehemals preußischen Kulturbesitz, Berlin/New York 1977.
- Das Mitbestimmungsrecht der Personalräte an den baden-württembergischen Universitäten und die Freiheit von Forschung und Lehre, Bonn 1985.
- (Hrsg.): Rechtsentwicklung unter dem Bonner Grundgesetz, Heidelberg 1990.
- (Hrsg.): Wendemarken in der deutschen Verfassungsgeschichte, Berlin 1993.
- (Hrsg. mit Gerd Roellecke): Aktuelle Fragen des Kulturgüterschutzes, Heidelberg 1998.
- mit Dorothee Mußgnug: Seine Königliche Hoheit von Gottes Gnaden Großherzog von Baden. 1818–1918, Heidelberg 2018.